# Gmina Lundtoft
Gmina Lundtoft (duń. Lundtoft Kommune) – w latach 1970–2006 (włącznie) jedna z gmin w Danii w okręgu południowej Jutlandii (Sønderjyllands Amt). 
Gmina Lundtoft została utworzona 1 kwietnia 1970 na mocy reformy podziału administracyjnego Danii. Po kolejnej reformie w 2007 r. weszła w skład nowej gminy Aabenraa.

## Dane liczbowe
- Liczba ludności: (♀ 3116 + ♂ 3068) = 6184
  - wiek 0-6: 9,0%
  - wiek 7-16: 15,3%
  - wiek 17-66: 62,7%
  - wiek 67+: 13,0%
- zagęszczenie ludności: 45,1 osób/km²
- bezrobocie: 3,7% osób w wieku 17-66 lat
- cudzoziemcy z UE, Skandynawii i USA: 408 na 10 000 osób
- cudzoziemcy z krajów Trzeciego Świata: 154 na 10 000 osób
- liczba szkół podstawowych: 3 (liczba klas: 37)